# 君はシンデレラ
「君はシンデレラ」（きみはシンデレラ）は1985年11月21日に日本コロムビアから発売された富田靖子の5枚目のシングル。

## 解説
前作の「スウィート」から約4か月ぶりのシングルで、1985年に発売した富田のシングルはこれが3枚目である。

## 収録曲
1. 君はシンデレラ
作詞：三浦徳子／作曲：タケカワユキヒデ／編曲：矢野立美
2. 感傷物語
作詞：吉元由美／作曲・編曲：戸田誠司

## 備考
- この曲が発売された日は富田のデビューシングル、「オレンジ色の絵葉書」の発売日と同じ日となった[注釈 1]。
- この曲が発売された1985年は富田の歌手活動が最盛期を迎えた年であり、同曲はこの年に発売された富田の最後の曲となった[注釈 2]。なお、富田は1985年に3曲をリリースし、そのすべての曲を『おはようスタジオ』（テレビ東京）で歌っている[注釈 3]。